# El Corpus (ort)
El Corpus är en ort i Honduras.   Den ligger i departementet Departamento de Copán, i den västra delen av landet, 200 km väster om huvudstaden Tegucigalpa. El Corpus ligger 807 meter över havet och antalet invånare är 1 193.
Terrängen runt El Corpus är huvudsakligen kuperad, men åt sydväst är den bergig. Runt El Corpus är det ganska tätbefolkat, med 166 invånare per kvadratkilometer. Närmaste större samhälle är Santa Rosa de Copán, 16,5 km nordost om El Corpus. Omgivningarna runt El Corpus är en mosaik av jordbruksmark och naturlig växtlighet.